# 모라 림파니

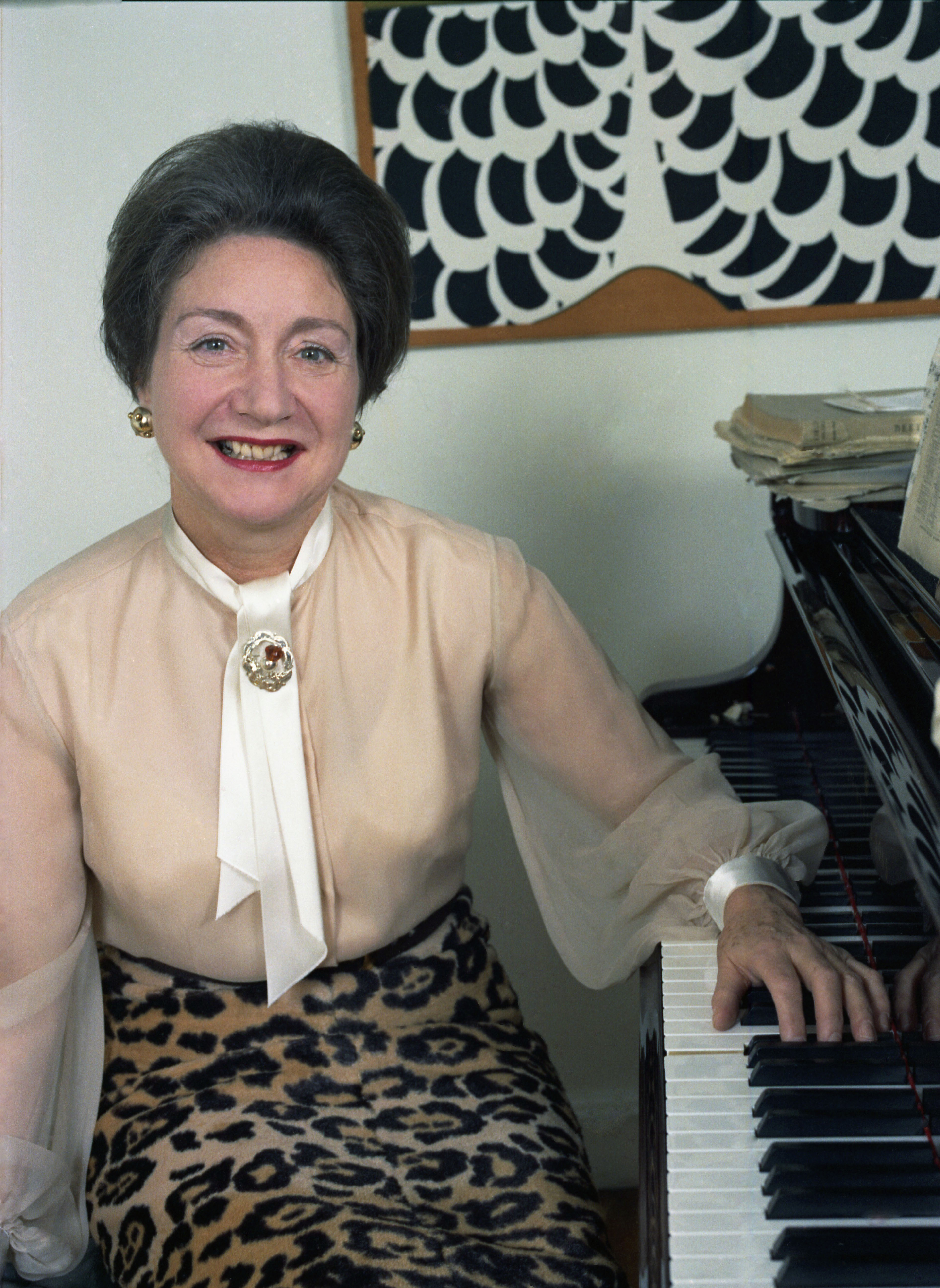
모라 림파니 (1973년)

모라 림파니 여사(Dame Moura Lympany, DBE, 1916년 8월 18일 ~ 2005년 3월 28일)는 영국의 피아노 연주자이다.
라흐마니노프 작품 연주로 유명하다. 영국 왕립음악원(RAM)을 졸업하고 1938년 이자이 국제 콩쿠르(Ysaÿe Piano Competition)에서는 소련의 에밀 길렐스 다음으로 2위에 입상하여 주목을 끌었다. 라흐마니노프 외에 그리그, 슈만, 쇼팽 등의 연주에도 능했다는 평을 받았다.

## 서훈
- 1979년 대영 제국 훈장 3등급(CBE)[1]
- 1992년 대영 제국 훈장 2등급(DBE, 작위급 훈장)[2]

## 참고 문헌